# Latrúnculo

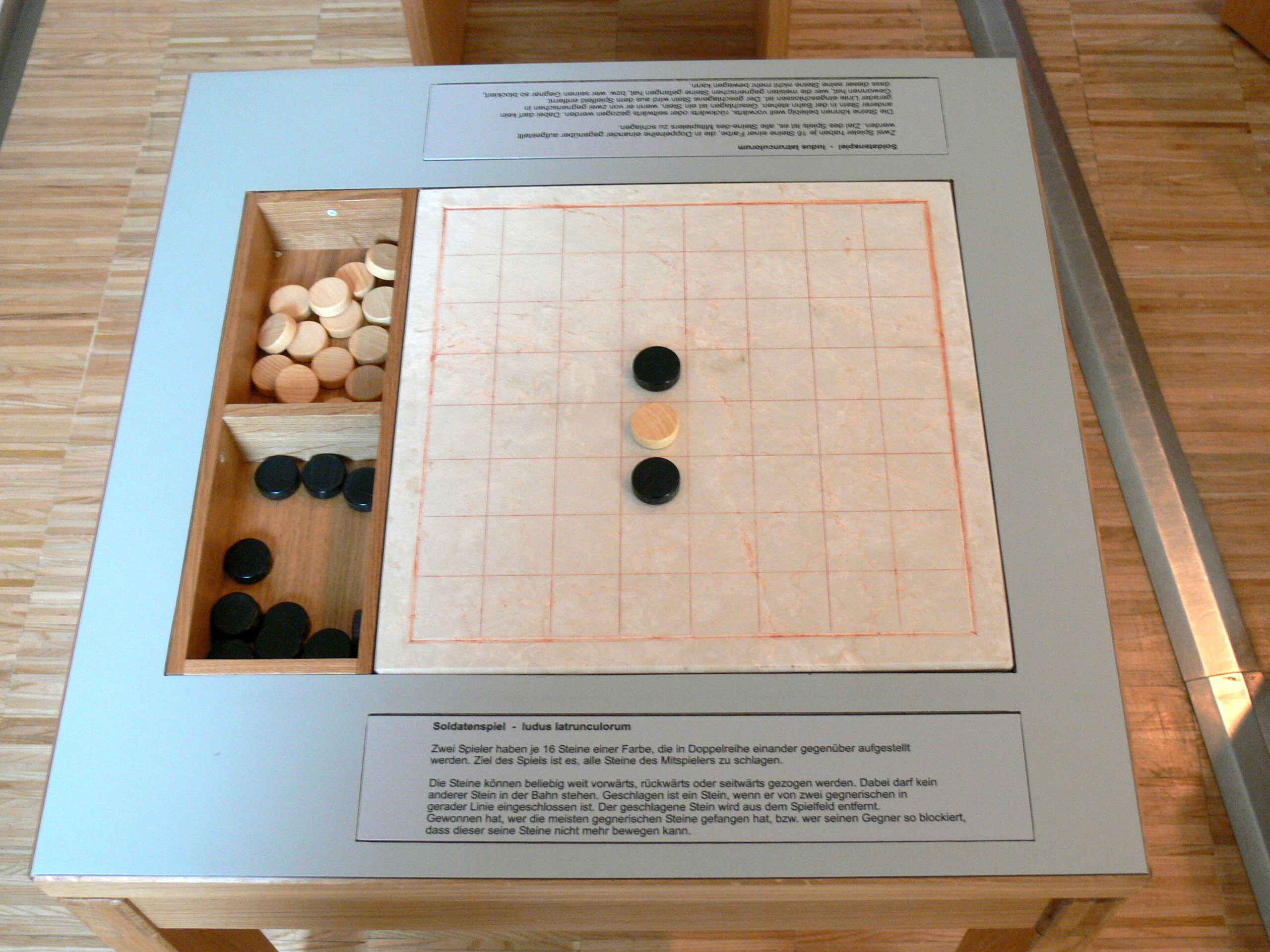
Reconstrução moderna do jogo

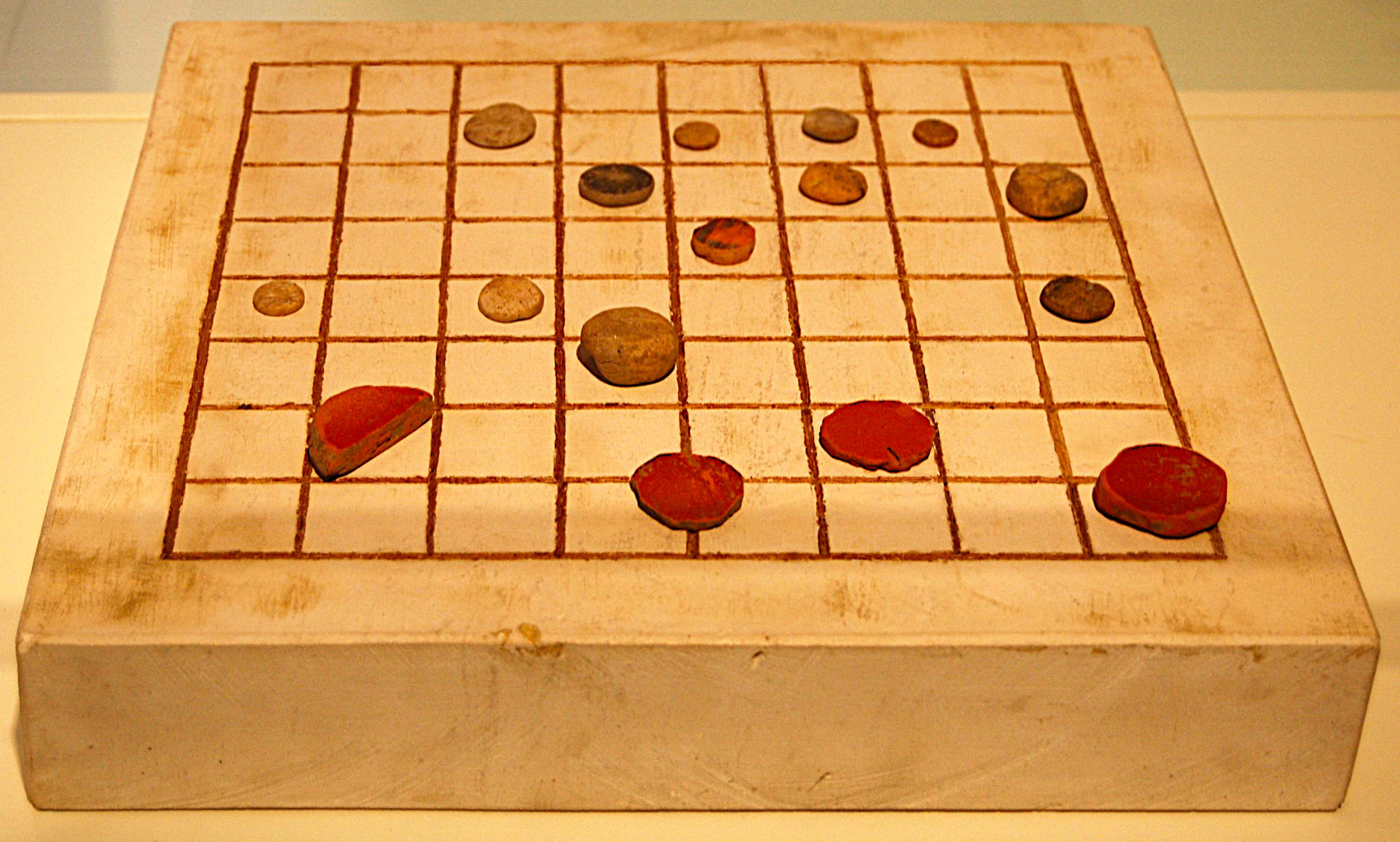
Ludus latrunculorum em Complutum (Espanha).

Latrúnculo (em latim: Latrunculi) ou Jogo dos Latrúnculos (em latim: Ludus latrunculorum), que significa o «jogo dos soldadinhos ou dos bandidos», (latrunculus é o diminuitivo de latro = «soldado»; posteriormente também assumiu o significado de  «salteador, bandido»; é este étimo que dá origem à palavra «ladrão» ) é um jogo similar ao de Damas na Roma Antiga e Grécia Antiga. O jogo é mencionado por Homero como praticado pelos pretendentes de Penélope na Ilíada. Diferentes autores atribuem a criação a Palamedes, ao Egito Antigo ou ainda a Pérsia Antiga. O jogo é disputado por duas pessoas, uma com um conjunto de peças pretas e outra com um conjunto branco ou vermelho. As peças eram feitas de metal, vidro, marfim ou cerâmica possuindo formas variadas. O tabuleiro sobre o qual era jogado foi denominado de tábua latrunculária (tabula latruncularia) por Sêneca e as casas de mandras (mandrae) e possuíam oito fileiras por oito colunas.
As peças eram denominadas latronas (latrones) ou cálculos (calculi). Alguns tabuleiros possuíam treze fileiras por treze colunas e neste caso o jogo era chamado de duodecim scripta. O objetivo do jogo era deixar a peça adversária entre duas peças próprias. Algumas peças se moviam em uma só direção enquanto outras podiam variar o que gera uma similaridade com o xadrez. O jogo era considerado uma representação da guerra e as regras variavam amplamente podendo incluir o uso de dados.